# La Favorita
La favorita é uma grande ópera francesa em quatro atos com música de Gaetano Donizetti e libreto de Alphonse Royer, Gustave Vaez e Eugène Scribe, baseado na peça teatral Le comete de Comminge (1764) de Baculard d'Arnaud. Estreou em 2 de dezembro de 1840 na Ópera Garnier, em Paris.
A ópera foi composta para o público parisiense no estilo da Grand Opéra francesa (grande duração, balé, etc.). Originalmente era apresentada com o título em francês ("La Favorite"). Posteriormente, Donizetti escreveu uma versão para o público italiano, que sofreu grandes modificações em função da censura. A versão italiana foi estreada em 1842.
Esta ópera introduziu duas mudanças notáveis ao que vinha sendo a tradição italiana: o papel principal corresponde ao de tenor e a protagonista feminina foi escrita para uma mezzo, em vez de uma soprano. Donizetti escreveu o papel para a mezzo Rosina Stolz.
A ação da ópera se passa na Espanha, no ano de 1340, quando Castela e Portugal se uniram para lutar contra os muçulmanos na Batalha do Salado. Uma das personagens é o rei de Afonso XI de Castela.